# عزلة الشحر (حضرموت)

تعديل مصدري - تعديل

عزلة الشحر هي إحدى عزل مديرية الشحر في محافظة حضرموت اليمنية ويبلغ تعداد سكانها 61179 نسمة حسب التعداد السكاني في اليمن لعام 2004.

## روابط خارجية
- الجهاز المركزي للإحصاء بالجمهورية اليمنية
- المركز الوطني للمعلومات باليمن
- World Gazetteer:Yemen
- الدليل الشامل